# Dieter Blume (Kunsthistoriker)
Dieter Blume (* 8. November 1952 in Hildesheim) ist ein deutscher Kunsthistoriker mit den Schwerpunkten „Malerei und Skulptur des Mittelalters und der Renaissance“.

## Leben
Blume studierte an der Universität Heidelberg Kunstgeschichte, Geschichte und Ethnologie, wurde 1981 mit der Arbeit Wandmalerei als Ordenspropaganda. Bildprogramme im Chorbereich franziskanischer Konvente Italiens bis zur Mitte des 14. Jahrhunderts promoviert und habilitierte sich 1991 an der LMU München mit der Schrift Regenten des Himmels. Astrologische Bilder in Mittelalter und Renaissance, welche 2000 stark erweitert als Band 3 der Studien aus dem Warburg-Haus erschien.
Von 1994 bis 2018 war Blume Professor für Kunstgeschichte des Mittelalters an der Friedrich-Schiller-Universität Jena.
Ab 1996 war er Leiter verschiedener Forschungsprojekte zur „Geschichte der Sternbilderdarstellungen von 800 bis 1500“.
Von 2005 bis 2007 leitete Blume gemeinsam mit Matthias Werner die Forschergruppe zur
Vorbereitung der Thüringer Landesausstellung Elisabeth von Thüringen – Eine europäische Heilige.